# Homophylax andax
Homophylax andax är en nattsländeart som beskrevs av Ross 1941. Homophylax andax ingår i släktet Homophylax och familjen husmasknattsländor. Inga underarter finns listade i Catalogue of Life.